# Белоевское сельское поселение
Белоевское се́льское поселе́ние — муниципальное образование в Кудымкарском районе Пермского края Российской Федерации.
Административный центр — село Белоево.

## География
Администрация Белоевского сельского поселения находится в 20 км от города Кудымкара, районного центра Кудымкарского муниципального района.

## История
Статус и границы сельского поселения установлены Законом Коми-Пермяцкого автономного округа от 4 июля 2005 года № 53 «Об утверждении границ и наделении статусом муниципальных образований Кудымкарского района Пермского края»

## Население
| 2010  | 2012  | 2013  | 2014  | 2015  | 2016  | 2017  |
| ----- | ----- | ----- | ----- | ----- | ----- | ----- |
| 5454  | ↘5200 | ↘5038 | ↘4905 | ↘4880 | ↘4824 | ↘4769 |
| 2018  | 2019  |       |       |       |       |       |
| ↘4739 | ↘4692 |       |       |       |       |       |

## Состав сельского поселения
| №  | Населённый пункт | Тип населённого пункта       | Население |
| -- | ---------------- | ---------------------------- | --------- |
| 1  | Александрова     | деревня                      | 7         |
| 2  | Ананьева         | деревня                      | 87        |
| 3  | Белоево          | село, административный центр | ↗1545     |
| 4  | Большая Сидорова | деревня                      | 109       |
| 5  | Бражкина         | деревня                      | 60        |
| 6  | Важ-Пашня        | деревня                      | 82        |
| 7  | Важ-Чигас        | деревня                      | 29        |
| 8  | Вась-Пальник     | деревня                      | 2         |
| 9  | Васюкова         | деревня                      | 4         |
| 10 | Васюкова         | деревня                      | 95        |
| 11 | Виль-Чигас       | деревня                      | 10        |
| 12 | Гордина          | деревня                      | 2         |
| 13 | Евсина           | деревня                      | 17        |
| 14 | Егичи            | деревня                      | 27        |
| 15 | Епанова          | деревня                      | 42        |
| 16 | Заполье          | деревня                      | 4         |
| 17 | Ивашкова         | деревня                      | 18        |
| 18 | Ильичи           | деревня                      | 21        |
| 19 | Исакова          | деревня                      | 9         |
| 20 | Карбас           | деревня                      | 153       |
| 21 | Карп-Васькина    | деревня                      | 8         |
| 22 | Кипрушева        | деревня                      | 8         |
| 23 | Козлова          | деревня                      | 11        |
| 24 | Коньшина         | деревня                      | 13        |
| 25 | Королева         | деревня                      | 1         |
| 26 | Косогор          | деревня                      | 15        |
| 27 | Кува             | село                         | ↘1036     |
| 28 | Кузьва           | деревня                      | 268       |
| 29 | Курдюкова        | деревня                      | 9         |
| 30 | Лопвадор         | деревня                      | 11        |
| 31 | Малахова         | деревня                      | 18        |
| 32 | Малая Сидорова   | деревня                      | 43        |
| 33 | Мальцева         | деревня                      | 211       |
| 34 | Мечкор           | деревня                      | 133       |
| 35 | Минядын          | деревня                      | 23        |
| 36 | Митева           | деревня                      | 4         |
| 37 | Мошева           | деревня                      | 160       |
| 38 | Непина           | деревня                      | 124       |
| 39 | Николичи         | деревня                      | 13        |
| 40 | Осипова          | деревня                      | 1         |
| 41 | Отево            | село                         | 112       |
| 42 | Палева           | деревня                      | 14        |
| 43 | Перкова          | деревня                      | 121       |
| 44 | Першина          | деревня                      | 38        |
| 45 | Пихтовка         | деревня                      | 71        |
| 46 | Пруддор          | деревня                      | 65        |
| 47 | Саранина         | деревня                      | 39        |
| 48 | Сенина           | деревня                      | 44        |
| 49 | Сергеева         | деревня                      | 12        |
| 50 | Силина           | деревня                      | 3         |
| 51 | Старая Кузьва    | деревня                      | 16        |
| 52 | Тебенькова       | деревня                      | 143       |
| 53 | Третьева         | деревня                      | 10        |
| 54 | Трошева          | деревня                      | 37        |
| 55 | Цыбьян           | деревня                      | 8         |
| 56 | Шадрина          | деревня                      | 187       |
| 57 | Шорйыв           | деревня                      | 54        |

## Местное самоуправление
Адрес619556, Пермский край, Кудымкарский муниципальный район, село Белоево, улица Ленина. 23. Тел.: +7 34260 3-51-41
Глава администрации
- Леонтьева Анастасия Григорьевна.

## Достопримечательности
- Сосновый бор (село Белоево);
- Голубой ключ (2 км от деревни Шадрина)
- ООПТ Кувинский бор (1907 год, лиственничный бор);
- Парк "Софья" (1893 год, село Кува);
- Кувинский пруд (1852 год, село Кува);
- Кувинский загородный лагерь;
- Дом Вологдина Валентина Петровича (село Кува) — учёного, член-корреспондента СССР, заслуженного деятеля науки и техники, доктора технических наук;
- Контора Кувинского чугуноплавильного завода (1855 год), с 2009 года в здании расположен краеведческий музей "Исток":
- Здание Кувинского чугуноплавильного завода (1856 год).